# یهوه
یَهْوه یا یِهُوه (به عبری: יהוה) خدای ملی پادشاهی اسرائیل و بعد از سقوط آن، خدای ملی پادشاهی‌های شمالی اسرائیل و یهودا بود. ریشه‌های این خدا حداقل به اوایل عصر آهن و اواخر عصر برنز می‌رسد. یهوه در قدیمی‌ترین بخش‌های تَنَخ — مجموعهٔ متون مقدس یهودیان — خدای جنگ و طوفان است که سپاه آسمانی را در جنگ با دشمنان اسرائیل فرماندهی می‌کند؛ در آن زمان بنی‌اسرائیل یهوه را در کنار خدایان و ایزدبانوان کنعانی دیگر، از جمله ال، اشیره و بعل پرستش می‌کردند اما در قرون نهم تا ششم قبل از میلاد، ال و یهوه با هم ترکیب شدند و القاب ال، مثل ال شدای، تنها به یهوه گفته شد و خدایان دیگر مانند بعل و اشیره در دین پرستش یهوه ادغام شدند.
از قرن ۹ تا قرن ۶ قبل از میلاد، یهوه‌پرستی خود را از ریشه‌های کنعانی‌اش جدا کرد و یهوه به خدای اصلی پادشاهی اسرائیل و بعد از آن به خدای اصلی پادشاهی‌های شمالی اسرائیل و یهودا تبدیل شد؛ در آن دوران دربار سلطنتی و معبد اورشلیم یهوه را به عنوان خدای تمام هستی تبلیغ می‌کردند و تمام صفات مثبت خدایان دیگر را به او نسبت می‌دادند. تا زمان پایان اسارت یهودیان در بابل، آنان موجودیت خدایان خارجی را انکار کرده بودند و یهوه خالق و تنها خدای واقعی جهان محسوب می‌شد.
در دوره معبد دوم (۵۱۶ قبل از میلاد–۷۰ میلادی)، نام بردن از یهوه در فضای عمومی به تابو تبدیل شد و یهودیان او را با لغاتی چون «آدونای» (אֲדֹנָי‬، خداوند) یاد می‌کردند. تا زمان نابودی معبد در سال ۷۰ میلادی، تلفظ اصلی یهوه فراموش شده بود. خارج از یهودیت، از یهوه در متون جادویی یونانی-رومی، اغلب تحت عناوینی چون آیائو، آدونای، صبایوت و الوای، یاد شده‌است.

## عصر برنز
تقریباً هیچ اتفاق نظری در مورد معنی و ریشهٔ نام یهوه وجود ندارد؛ این لغت خارج از متون اسرائیلی یافت نشده و به نظر نمی‌رسد بتوان وجه تسمیهٔ قابل‌قبولی برای آن ارائه داد. او در سِفْر خروج در تورات خود را به موسی «اهیه اشر اهیه» (هستم آنکه هستم) معرفی می‌کند اما به نظر می‌رسد این عبارت متأخر است و زمانی‌که معنای واقعی یهوه فراموش شده بوده، به وجود آمده‌است. یکی از نظریاتی که پژوهشگران ارائه کرده‌اند، این است که یهوه مخفف عبارت فنیقی ˀel ḏū yahwī ṣabaˀôt به معنای «ال، او که ارتش‌ها را به وجود می‌آورد» است؛ این عبارت به سپاه آسمانی که در زمان همراهی ال با سپاهیان زمینی اسرائیل، در کنار اوست، اشاره دارد. این نظریه دارای چند نقطه‌ضعف است؛ از جمله اینکه ماهیت این دو خدا متفاوت است و نیز اینکه ˀel ḏū yahwī ṣabaˀôt در تنخ یا بیرون از آن یافت نشده‌است.
هر چند بنی‌اسرائیل در آغاز کنعانی بوده‌اند، به نظر نمی‌رسد که یهوه خدایی کنعانی بوده باشد. مطابق اجماع موجود میان تاریخ‌پژوهان، یهوه «مبارزی آسمانی از مناطق شراه، ادوم، پاران و تیمان» بوده‌است. قدیمی‌ترین اشارهٔ احتمالی به یهوه، در کتیبه‌ای مصری از عهد آمنهوتپ سوم (۱۴۰۲–۱۳۶۳ قبل از میلاد) است که به «سرزمینِ شاسوی یهو» اشاره کرده‌است؛ شاسوها مردمانی کوچ‌رو از مدین و ادوم در شمال عربستان بوده‌اند. در این صورت، لغت یهوه می‌تواند از ریشهٔ HWY و معنای احتمالی آن «او نابود می‌کند/او می‌زند» باشد؛ معنایی که برای یک خدای مرتبط با طوفان و جنگ، مناسب به نظر می‌رسد. دسته‌ای از پژوهشگران این نظریه را قبول دارند اما کماکان این پرسش که یهوه چگونه به مناطق شمالی‌تر رسید، بی‌جواب مانده‌است. مطابق فرضیهٔ قنی، تجاری که در راه‌های کاروان‌روی میان مصر و کنعان به دادوستد مشغول بودند، یهوه را به اسرائیل بردند. نقطه‌قوت فرضیهٔ قنی این است که چند مدرک موجود را به یکدیگر پیوند می‌دهد؛ از جمله غیبت یهوه در کنعان، ارتباط این خدا با ادوم و مدین در داستان‌های تنخ و ارتباطات موسی با مدین و قنی‌ها. نقاطِ ضعف مهم این نظریه آن است اکثریت اسرائیلیان عمیقاً در منطقهٔ فلسطین ریشه داشتند و نقش تاریخی موسی شدیداً زیر سؤال است. اگر فرضیهٔ قنی درست در نظر گرفت شود، در آن صورت باید فرض کرد که بنی‌اسرائیل با یهوه (و مدینی‌ها/قنی‌ها) در داخل خاک اسرائیل و از طریق نخستین رهبران سیاسی‌شان آشنا شدند.

## عصر آهن اول، ۱۲۰۰–۹۳۰ ق‌م: ال، یهوه و ریشه‌های اسرائیل
اسرائیل اولین‌بار در آخرین دهه‌های قرن ۱۳ قبل از میلاد در پایان عصر برنز متأخر که نظام دولت‌شهری کنعانی رو به پایان بود، وارد اسناد تاریخی شد و دین بنی‌اسرائیل در فضایی کنعانی شکل گرفت. ال، «خدای مهربان، رحیم و خالق مخلوقات»، بزرگ‌ترین خدای کنعانی بود و همو — و نه یهوه — در آغاز «خدای اسرائیل» بود. حتی کلمهٔ اسرائیل نیز حاوی نام ال است و ربطی به نام یهوه ندارد. ال و همسرش اشیره در خیمه‌ای در کوهستان زندگی می‌کرد و محل زندگی‌اش سرچشمهٔ تمام آب‌های تازهٔ جهان بود.
این زوج در بالاترین مرتبه میان خدایان کنعانی قرار داشتند و فرزندان آن‌ها که «هفتاد پسر اثیرت (تلفظ دیگری از اشیره)» بودند، در دومین رده جای می‌گرفتند. بعل یکی از خدایان مهم در ردهٔ دوم بود و در کوه صفون زندگی می‌کرد؛ در گذر زمان، بر اهمیت بعل افزوده شد و او بالاترین مرتبه میان خدایان کنعانی رسید. ال به کارهای اجرائی محدود شد و قدرت نظامی در کهکشان‌ها در حیطهٔ اختیارات بعل قرار گرفت. رعدوبرق و آب‌های حیات‌بخش آن نیز در حوزهٔ بعل بودند؛ نتیجتاً، بعل خدای باروری نیز بود اما خدایان باروری دیگری هم وجود داشتند. در ردهٔ سوم خدایان، خدایان کوچک‌ترِ صنعتگر و تاجر قرار داشتند و انبیاء و امثال آن‌ها در ردهٔ چهارم خدایان قرار می‌گرفتند. ال و پسرانش «شورای خدایان» را تشکیل می‌دادند و هر کدام از ملل زمین به یکی از اعضای شورای خدایان تعلق داشت؛ «نغمهٔ موسی» در سفر تثنیه در تورات — که یکی از قدیمی‌ترین متون موجود در تورات است — لحظهٔ تقسیم ملل میان خدایان و زمانی‌که اسرائیل به یهوه رسید، را گزارش کرده‌است. موسی می‌گوید:
آن‌گاه که علیون ارثیه ملت‌ها را به ایشان را داد،
و بشریت را از هم سوا کرد،
بر اساس تعداد خدایان
حدود مردمان را مشخص کرد.
سهم یهوه مردم او هستند
و یعقوب قرعهٔ میراث اوست.— سفر تثنیه ۳۲:۸–۹، تورات
باب ۸۲ مزامیر که شباهت قابل‌تشخیصی با نغمهٔ موسی دارد و از ادبیات مشابهی (مثلا «ارثیهٔ ملت‌ها») استفاده کرده، در واقع توضیح می‌دهد که این خدایان در اثر کمک به ستم‌گران مردند. در این متن، یکی از خدایان نسبت به دیگران برتری دارد و از آنان بابت داوری نادرست که اساس زمین را متزلزل کرده، انتقاد می‌کند و سرانجام، مرگ را به‌عنوان مجازات آنان در نظر می‌گیرد و خدایان کوچک‌تر، مثل انسان‌ها فانی می‌شوند:
خدا در شورای الهی ایستاده، در میان خدایان داوری می‌کند.
 «تا چه زمان به نادرست داوری خواهید کرد و جانب شریران را خواهید گرفت؟
ضعیفان و یتیمان را دادرسی بکنید. افتادگان و تهی‌دستان را انصاف دهید.
مظلومان و فقیران را برهانید و ایشان را از دست شریران نجات دهید.
نمی‌دانند. نمی‌فهمند. در تاریکی راه می‌روند. جمیع اساس زمین متزلزل است.
من گفتم که شما خدایانید و جمیع شما فرزندان علیون.
لیکن مثل آدمیان خواهید مرد و چون یکی از حاکمان خواهید افتاد!»
ای خدا، برخیز و جهان را داوری فرما! زیرا تو ارثیه همه ملل را می‌دهی.— مزامیر، ۸۱
بنی‌اسرائیل در آغاز یهوه را در کنار تعداد زیادی از خدایان و ایزدبانوان کنعانی، شامل ال، اشیره و بعل، می‌پرستیدند. در دورهٔ داوران و نیمهٔ اول دورهٔ سلطنت اسرائیل، در روندی تلفیق‌گرانه، ال و یهوه با یکدیگر مخلوط شدند. در نتیجه، ال (عبری: אל‎) به عبارتی کلی به معنای «خدا» — در مقایسه با یک خدای مشخص — تبدیل شد و القابی مثل ال شدای تنها به یهوه گفته شدند؛ پرستندگان ال کاهش پیدا کردند و جایگاه یهوه تقویت شد. ویژگی‌های بعل، ال و اشیره در دل دین یهوه‌پرستی ادغام شدند و احتمالاً ابعاد زنانه شکینا (حضور الهی) ریشه در ویژگی‌های اشیره دارند. همچنین، ذات بعل به عنوان خدای طوفان و آب و هوا با پیوند یهوه با طوفان در هم آمیخت. در مرحلهٔ بعدی تکوینِ دینِ یهوه‌پرستی، این دین خود را از ریشه‌های کنعانی‌اش جدا کرد؛ ابتدا با کنار گذاشتن پرستش بعل در قرن نهم قبل از میلاد و سپس با محکوم‌کردن بعل، اشیای مرتبط با پرستش اشیره، پرستش خورشید، پرستش در «مکان‌های والا»، اعمال دینی مرتبط با مردگان و مناسکی از این قبیل توسط انبیاء اسرائیلی.
در قدیمی‌ترین بخش‌های تنخ، مثل نغمهٔ دریا در تورات (سفر خروج، ۱۵:۱–۱۸) که بعد از گذر از دریا برای ستایش پیروزی یهوه بر مصر خوانده شد، یهوه مانند سایر خدایان طوفان خاورمیانهٔ باستان، مبارزِ مردم خود است و از منطقه‌ای در جنوب یا جنوب‌شرقی اسرائیل با سپاه آسمانی ستارگان و سیاره‌ها می‌تازد. نبردهای اسرائیل، نبردهای یهوه هستند و فتوحات اسرائیل، فتوحات یهوه؛ مردمان دیگر خدایان خود را دارند و خدای اسرائیل یهوه است که برای آن‌ها سرزمین حاصل‌خیزی به دست می‌آورد تا در آسایش باشند:
ای یشورون (نام دیگر اسرائیل)، مثل خدا کسی نیست

که برای کمک به تو در آسمان‌ها می‌تازد…
او خدایان باستانی را شکست می‌دهد و نیروهای کهن را در هم می‌شکند…
پس اسرائیل در امنیت زندگی می‌کند و منزل‌گاه یعقوب آرام است…
دشمنانت به تو تعظیم خواهند کرد و تو بر پشت ایشان پای می‌نهی.— سفر تثنیه ۳۳:۲۶–۲۹، تورات

## عصر آهن دوم، ۱۰۰۰–۵۸۶ ق‌م: یهوه، خدای ملی اسرائیل

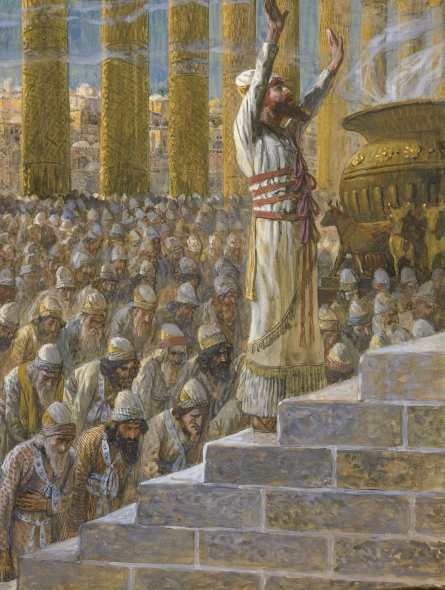
سلیمان در معبد اورشلیم؛ در پادشاهی اسرائیل، سالانه مراسمی با حضور پادشاه در معبد برگزار می‌شد که در آن یهوه بر تخت سلطنت می‌نشست.

در این دوره، یهوه خدای ملی پادشاهی اسرائیل (شائول، داوود و سلیمان) و بعد از سقوط آن، خدای ملی پادشاهی‌های اسرائیل شمالی و یهودا بود. به نظر می‌رسد پرستش یهوه فقط به این ممالک منحصر بوده‌است؛ چنین چیزی در خاورمیانهٔ باستان نادر بوده اما نمونه‌های مشابه آن وجود دارد؛ مثلاً آشور خدایی بود که فقط توسط آشوریان پرستیده می‌شد.
بعد از قرن دهم قبل از میلاد در این منطقه، قبایل و خان‌نشین‌های عصر آهن اول جای خود را به ملت‌های قومی مثل اسرائیل، موأب، عمون و غیره دادند و هر کدام خدای ملی خودشان را داشتند که تقریباً از قدرتی برابر برخوردار بودند؛ نتیجتاً، چموش خدای موأبیان، میکوم خدای عمونیان، قوس خدای ادومیان و یهوه خدای بنی‌اسرائیل (در هیچ بخش تنخ نامی از «خدای یهودا» برده نشده) بود. در هر مملکت، پادشاه بالاترین مقامِ دین ملی و در نتیجه، نایب آن خدا بر روی زمین بود؛ به عنوان مثال در اورشلیم هرساله مراسمی با حضور پادشاه در معبد برگزار می‌شد که در آن یهوه بر تخت سلطنت می‌نشست.
باستان‌شناسان و تاریخ‌پژوهان دربارهٔ پیدایش دولت ملی در اسرائیل اتفاق نظر ندارند؛ «مینیمالیست‌ها» معتقد هستند پادشاهی‌های اسرائیل و یهودا از ابتدا به عنوان دولت‌هایی مجزا شکل گرفتند و «ماکسیمالیست‌ها» و میانه‌روها اعتقاد دارند همان‌طور که تنخ روایت کرده، ابتدا پادشاهی متحدهٔ اسرائیل (۱۰۴۷–۹۳۰ ق‌م) شکل گرفته و بعد از مرگ سلیمان به دو بخش پادشاهی شمالی اسرائیل و پادشاهی یهودا تقسیم شده‌است. به هر روی، تا قرن دهم قبل از میلاد، به نظر می‌رسد تمام بنی‌اسرائیل یهوه را به عنوان خدای ملی خود قبول کرده بودند.
پرستش یهوه با سه جشن سالانه بزرگ که با اتفاقات مهم زندگی روستایی همزمان بودند، پیوند داشت: پسح، همزمان با فصل زادوولد گوسفندان؛ شاووعوت، همزمان با برداشت غلات و جشن سایه‌بان‌ها، همزمان با برداشت میوه‌ها. این جشن‌ها احتمالاً پیش از اینکه مردم منطقه با یهوه آشنا شوند هم رواج داشته‌اند اما سرانجام با اتفاقاتی در اساطیر ملی اسرائیل پیوند خوردند: پسح با خروج از مصر، شاووعوت با انتقال قوانین توسط یهوه به ملت اسرائیل در کوه سینا و جشن سایه‌بان‌ها نیز با سرگردانی در بیابان. در نتیجه، این جشن‌ها برای بزرگداشت نجات اسرائیل توسط یهوه و جایگاه اسرائیل به عنوان مردم مقدس او برگزار می‌شدند، هر چند معانی پیشین مرتبط با کشاورزی و دامداری آن‌ها به کلی فراموش نشده بود. در مراسم‌های پرستش یهوه احتمالاً قربانی هم انجام می‌شد اما محققان اعتقاد دارند احکام تطهیر و انحصار قربانی‌کردن نزد لاویان که در سفر لاویان در تورات وجود دارد، بعد از پایان دورهٔ اسارت در بابل به وجود آمده‌اند؛ بدان معنا که تا پیش از آن، بزرگ هر خانواده می‌توانست قربانی را انجام دهد. گروهی از تاریخ‌پژوهان اعتقاد دارند تا پیش از اصلاحات دینی یوشیا، پادشاه یهودا در اواخر قرن هفتم ق‌م، قربانی‌کردن نوزادان — که به یهوه یا به خدای آخرت، مولوخ، تقدیم می‌شد — بخشی از دین بنی‌اسرائیل/یهودا بوده‌است. تصور می‌شود که در زمان قربانی‌کردن نوزادان، مزامیر (زبور) را می‌خواندند، هر چند جزئیات کمی وجود دارد. به‌طور کلی در عبادات رسمی، نماز نقش کمی داشت.
تنخ معبد سلیمان را به گونه‌ای معرفی کرده که گویی همیشه قرار بوده معبد اصلی یا حتی تنها معبد یهوه باشد؛ این اشتباه است: قدیمی‌ترین معابد کشف‌شده بنی‌اسرائیل از قرن دوازدهم قبل از میلاد و مذبح‌هایی در فضای آزاد هستند. در این معابد، مجسمه‌هایی گاو نر برنزی یافت شده که یادآور ال است زیرا یکی از شیوه‌های نمایش ال در دین کنعانی، نمایش او در ظاهر گاوی نر بود. معابدی متأخرتر هم در دان، در شمال اسرائیل و در نگب و بئرشبع در قلمروی یهودا بودند، کشف شده‌است. این مذبح‌ها مکانی برای برگزاری جشن‌ها، تقدیم قربانی، قسم‌خوردن و حل اختلافات قانونی بودند.
همان‌طور که خیلی هم معروف است، پرستندگان یهوه او را به وسیلهٔ بت یا تصویر نمایش نمی‌دادند. البته این بدان معنا نیست که یهوه هیچ نمادی نداشت؛ بنی‌اسرائیل در آغاز خرسنگ‌ها را نماد او می‌دانستند و به گفتهٔ کتاب مقدس، در دورهٔ پادشاهی، در معبد سلیمان تخت سلطنت او قرار داشت که از دو کروبی شکل گرفته بود و بال‌هایشان نشیمنگاه و جعبه‌ای (تابوت عهد) نیز جای پای او محسوب می‌شد. خود تخت هم خالی بود. دلیل مخالفت بنی‌اسرائیل با بت یا تصویر خدایشان مشخص نیست اما در سال‌های اخیر برخی از محققان بدان نتیجه رسیده‌اند که یهوه را در واقع تا قبل از اصلاحات دینی حزقیا و یوشیا (هر دو از پادشاهان یهودا) با تصویر و بت نمایش می‌دادند. به گفته ناتان مک‌دونالد، اینکه بنی‌اسرائیل از آغاز با بت و تصویر خدایشان مخالف بودند، کاملاً حاصل توهمات دورهٔ بعد از اسارت در بابل است.

## یهوه و ظهور یکتاپرستی
بنی‌اسرائیل هم تا قبل از دورهٔ اسارت در بابل (اوایل قرن ششم قبل از میلاد) مثل همسایگانشان خدایان متعددی را پرستش می‌کردند و ظهور یکتاپرستی اسرائیلی حاصل شرایط تاریخی خیلی خاصی بود. در اوایل دورهٔ چادرنشینی، هر کدام از اسباط خدای مخصوص خودشان را داشتند و در عهد سلطنت نیز یهوه خدای حافظ اسرائیل بود و جایگاهی بالاتر از سایر خدایان داشت. اشیره که پیش‌تر همسر ال بود، در این دوره به عنوان زن یا مادر یهوه پرستیده می‌شد. کتیبه‌هایی از اسرائیل باستان کشف شده که حاوی جمله «یهوه و اشیرهٔ او» هستند و بسیاری از آیات کتاب مقدس هم نشان می‌دهد که بت‌های اشیره در معابد اورشلیم، بث‌ئیل و سامریه نیز وجود داشته‌اند. به‌علاوه آنات، همسر بعل، احتمالاً همسر یهوه نیز محسوب می‌شده و او را «آنات یهو» خطاب می‌کردند و این عبارت در سندی یهودی از قرن پنجم قبل از میلاد در مصر به چشم خورده‌است. یک ایزدبانوی دیگر هم به نام «ملکهٔ آسمان‌ها» وجود داشته و توسط بنی‌اسرائیل پرستیده می‌شده که احتمالاً ترکیبی از عشتروت و ایشتر و از القاب اشیره بوده باشد. پرستش بعل و یهوه در اوایل تاریخ مملکت اسرائیل در کنار یکدیگر وجود داشته اما زمانی که شاه اهب و ملکه ایزابل (که نامش هم ریشه در دعایی برای بعل دارد) تلاش کردند بعل را به جایگاه خدای ملی اسرائیل ارتقا دهند، هم‌زیستی این دو خدا غیرممکن پنداشته شد. با این وجود، پرستش بعل تا مدتی ادامه پیدا کرد.
احتمالاً الیاس نبی در قرن نهم قبل از میلاد یا به احتمال بیشتر هوشع نبی در قرن هشتم قبل از میلاد کسانی بودند که برای اولین بار یهوه را به تنهایی پرستیدند اما این مسئله تا زمان دورهٔ اسارت در بابل و عهد بعد از اسارت، دغدغهٔ گروه خیلی کوچکی بوده و تنها در آن زمان که محبوبیت این تفکر بیشتر شد. البته اولین کسانی که یهوه را به‌تنهایی پرستیدند معمولاً یکتاپرست محسوب نمی‌شوند، بلکه تک‌پرست به‌شمار می‌آیند زیرا اینان اعتقاد نداشتند یهوه تنها خدایی است که وجود دارد و فقط معتقد بودند تنها خدایی است که بنی‌اسرائیل باید او را بپرستند. سرانجام در دورهٔ اسارت در بابل در قرن ششم قبل از میلاد که بحرانی ملی برای اسرائیل به حساب می‌آمد، پیروان یهوه پا را فراتر گذاشتند و به صراحت موجودیت دیگر خدایان را انکار کردند و نتیجتاً، انتقال دین اسرائیلی از تک‌پرستی به یکتاپرستی آغاز شد. با این وجود، همه‌گیری توحید میان یهودیان تا دورهٔ مکابیان در قرن دوم قبل از میلاد به طول انجامیده‌است.

## از اسارت در بابل تا سقوط معبد دوم، ۵۸۶ ق‌م‌–۷۰ م

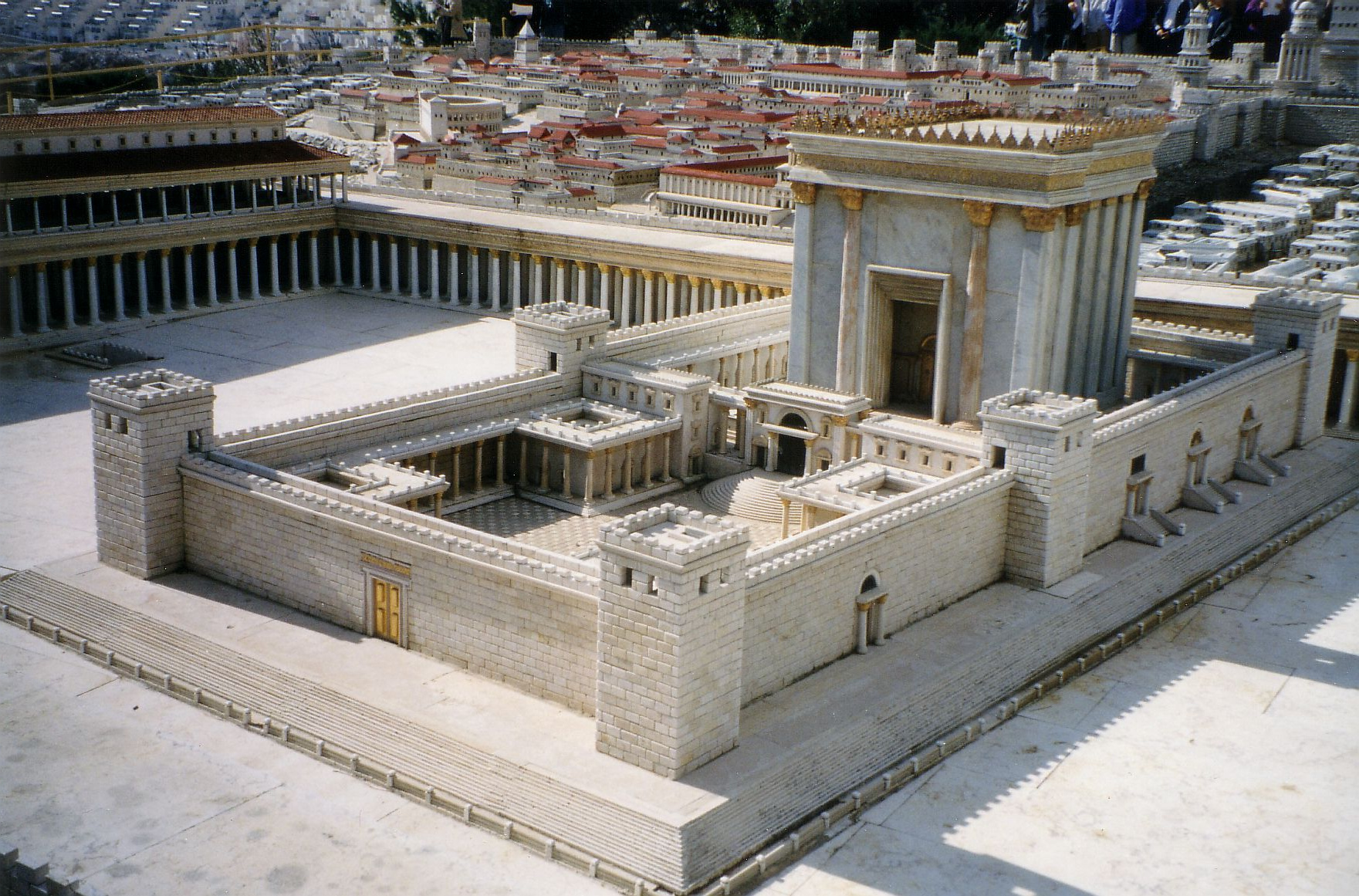
بازسازی معبد دوم در مقیاس ۱:۵۰

در سال ۵۸۶ ق‌م، اورشلیم توسط امپراتوری بابل نو فتح و معبد آن نابود شد. رهبران جامعه، شامل خانوادهٔ سلطنتی، کاهنان، انبیاء و کاتبان به عنوان اسیر به بین‌النهرین برده شدند. در سال ۵۳۹ ق‌م، کوروش بزرگ بابل را فتح کرد و به اسیران اجازه بازگشت به اسرائیل داد و معبد توسط دولت هخامنشی بازسازی شد که به معبد دوم معروف است. در دهه‌های اخیر، تاریخ‌پژوهان به این نتیجه رسیده‌اند که تنخ، مجموعهٔ کتب مقدس یهودیان، در قرن پنجم ق‌م جمع‌آوری، ویرایش و مورد تجدیدنظر واقع شد تا حقایق و چالش‌های دورهٔ حکومت هخامنشی را بازتاب دهد. کسانی که از اسارت بازمی‌گشتند، علاقه به خصوصی به تاریخ اسرائیل داشتند؛ به عنوان مثال، نسخهٔ مکتوب تورات (از پیدایش تا تثنیه) و کتب تواریخ محصول این دوره هستند. آنان به آثار انبیاء هم علاقه‌مند بودند و برخی از این آثار مثل ده فصل آخر کتاب اشعیا، کتاب حجی، کتاب زکریا، کتاب ملاکی در این دوره نوشته شده‌اند. یهودیت در دورهٔ معبد دوم بر خود معبد متمرکز بود، نه کنیسه‌ها یا متون مقدس. در واقع شکل‌گیری مفهوم «کتاب آسمانی» به کندی پیش می‌رفت و پذیرش تورات و کتب انبیاء تا قرن اول میلادی طول کشید. در این دوره، ذکر نام یهوه در فضای عمومی به تابو تبدیل شد و زمانی که یهودیان متون مقدس را می‌خواندند، به جای نام او از «آدونای» (אֲדֹנָי‬، خداوند) استفاده می‌کردند. کاهن اعظم اسرائیل اجازه داشت یک بار در معبد در یوم‌کیپور نام یهوه را بر زبان جاری کند اما نه در زمان و مکان دیگر. در عصر هلنیستی، متون یهودی توسط یهودیان مصر به یونانی ترجمه شد. در ترجمهٔ یونانی، از لغت کیریوس (κύριος، خداوند یا ارباب) به جای تتراگراماتون و آدونای استفاده شده‌است. سرانجام معبد در سال ۷۰ میلادی نابود و تلفظ اصلی تتراگراماتون به فراموشی سپرده شد.

## یهوه در نگاه رائلیان
رائلیان، (به‌معنای پیام‌آورانِ نور) نام جنبشی است که اعضای آن بر این باورند که انسان‌هایی دانشمند به نام الوهیم توسط سفینه‌های فضایی پیشرفته که ما آن‌ها را اشیاء پرنده ناشناخته (یوفو) می‌دانیم، به روی زمین آمده و از طریق علم ژنتیک، حیات هوشمند نوین را بر روی کرهٔ زمین خلق کرده‌اند. الوهیم، همانند بشریتِ روی زمین هستند البته با علمی بیست و پنج هزار سال پیشرفته‌تر. در نظر اینان، الوهیم در زبان عبری کلمه‌ای جمع و به معنی «کسانی که از آسمان آمدند» می‌باشد؛ که مفرد آن «الوها» است. الوهیم در سیاره‌ای پیشرفته و پاک و سرشار از لذات زندگی می‌کنند که با فناوری بسیار پیشرفته‌ای به زندگی جاودانی دست پیدا کرده‌اند، رهبر آن‌ها (ریاست انجمن جاودانگان) یهوه یا الله یا هورس یا زئوس است. در مقابل این مجموعه، ابلیس یا ست یا شیطان قرار دارد که می‌خواهد با جمع‌آوری سند و مدرک از جنگ و خون‌ریزی و جنایات انسان بر روی کرهٔ زمین به یهوه و دانشمندانش و ساکنان سیاره‌شان ثابت کند که خلقت انسان (حیات زندهٔ هوشمند و خودبرنامه‌ریز) بر روی زمین کاری بیهوده، اشتباه و خطرناک بوده‌است.